# .sh
|  | Aquest article tracta sobre el domini d'Internet. Vegeu-ne altres significats a «Bourne Shell». |

.sh és el domini de primer nivell territorial (ccTLD) de Santa Helena. S'hi accepten registres de noms de domini internacionalitzats.

## Dominis de segon nivell
Hi ha set dominis especials de segon nivell:
- co.sh: entitats comercials
- com.sh: entitats comercials
- org.sh: organitzacions sense ànim de lucre
- gov.sh: departaments i agències del govern
- edu.sh: institucions educatives
- net.sh: proveïdors de servei de xarxa
- nom.sh: llocs d'Internet de fora de l'illa

## Jocs de paraules
Els membres de deviantArt poden accedir al seu 'stash'; un servei on es poden pujar, emmagatzemar i publicar medis en format digital. mitjançant un servei que utilitza el domini .sh: 'http://sta.sh'.
Un altre domini que utilitza el .sh és el servei de compartició Puu.sh.
Com que l'extensió .sh s'utilitza en els scripts de Unix, s'ha utilitzat en webs sobre programes d'Unix, com ara Homebrew.